# Sporting CP B
Sporting Clube de Portugal B là đội dự bị của câu lạc bộ bóng đá Bồ Đào Nha, Sporting CP, một đội bóng có trụ sở tại Lisbon. Các đội dự bị ở Bồ Đào Nha chơi trong cùng một hệ thống giải đấu với đội cao cấp, thay vì trong một giải đấu đội dự bị. Tuy nhiên, họ không thể chơi trong cùng một đội với đội bóng cao cấp của họ, vì vậy, Sports B không đủ điều kiện để thăng hạng Primeira Liga và không thể chơi ở Taça de Portugal và Taça da Liga.
Sporting đã có một đội B cho đến mùa 2003 2003, và đã giới thiệu nó vào năm 201213, khi một bộ quy tắc mới liên quan đến các đội B được giới thiệu trong hệ thống bóng đá Bồ Đào Nha. Trong mùa giải đó, năm đội B khác đã được tập hợp lại và gia nhập Segunda Liga. Sau khi được tuyên bố kết thúc đội vì tạo ra một chức vô địch phụ 23, họ đã xuống hạng Campeonato de Portugal trong mùa giải 20171818.
Đội đã chơi tại sân vận động Aurélio Pereira trong Học viện thể thao có sức chứa 1.200 chỗ ngồi.
Sau khi được tuyên bố tạo ra một chức vô địch dưới 23 tuổi, Bruno de Carvalho tuyên bố chấm dứt Sporting CP B, kết thúc giải đấu ở vị trí thứ 18, một vị trí xuống hạng. Sau khi Carvalho bị sa thải, Sousa Cintra đã hoàn lại quyết định cũ đăng ký đội dự bị vào mùa giải mới trên Campeonato de Portugal (giải hạng ba của bóng đá Bồ Đào Nha), nhưng sau đó ông đã từ bỏ, với đội Santa Iria thay thế cho Sporting CP B 